# 針粉蝨屬
針粉蝨屬（学名：Acanthaleyrode）是粉蝨科下的一个属。

## 下属物种
本属包括以下物种：
- 杜虹针粉虱 Acanthaleyrode callicarpae Takahashi, 1931，草莓类刺粉虱